# Atelje 212
Atelje 212 (ćirilično: Атеље 212) beogradsko je kazalište, osnovano 12. studenog 1956. godine u prostorijama "Borbe". Prva predstava bila je "Faust" u režiji Mire Trailović. Atelje 212 osnovala je grupa umjetnika (redatelja, glumaca i pisaca) sa željom da napravi kazalište u kome će se prikazivati komadi avangardni u odnosu na ostala kazališta u Beogradu.
U Ateljeu 212 je po prvi put u jednoj od zemalja Istočne Europe odigrana prestava "U očekivanju Godota" Samuela Becketta. 
Poslije nekoliko godina kazalište se seli u sadašnju zgradu koju je projektirao Bojan Stupica. Mehanizam za obrtanje scene ugrađen je naknadno, a krov se ljeti mogao otvarati.
Mira Trailović je kao dugogodišnji ravnatelj dala poseban pečat Ateljeu, a već 1967. je osnovala jedan od svjetski veoma uglednih festival novih kazališnih tendencija BITEF (Beogradski internacionalni tatarski festival). Na BITEF su dolazila najuglednija svjetska imena kao što je Living Teatar, Divadlo na brnov, Piter Bruk.
Prema neki nepotvrđenim izvorima teatar je dobio ime po 212 stolica koliko je imao u zgradi Borbe.
Među ostalim ravnateljima bili su i Ljubomir Draškić, Nebojša Bradić, Svetozar Cvetković, Branimir Brstina.
Jedna od kultnih predstava Ateljea je bila „Kosa“ koja je igrana prije mnogih svjetskih kazališnih centara. U skladu s tadašnjim trendovima, na pozornici su se pojavili glumci bez odjeće pjevajući jedanu od najljepših pjesama iz te predstave „Daj nam sunca...“. 

## Glumci
Kroz ovo kazalište, kao članovi, prošli su gotovo sve glumačke zvijezde bivše Jugoslavije: 
| - Viktor Starčić - Rahela Ferari - Ružica Sokić - Bora Todorović - Vlastimir Đuza Stojiljković - Ljubiša Bačić - Branka Šelić - Vladimir Popović - Slobodan Cica Perović - Neda Spasojević - Mija Aleksić - Zoran Radmilović - Maja Čučković | - Danilo Bata Stojković - Mira Banjac - Tatjana Beljakov - Taško Načić - Milutin Butković - Boro Stjepanović - Petar Kralj - Jelisaveta Seka Sablić - Slobodan Aligrudić - Aleksandra Janković - Dragan Nikolić - Milena Dravić - Ljuba Tadić | - Branko Pleša - Mića Tomić - Branko Milićević - Aljoša Vučković - Petar Božović - Tihomir Stanić - Svetozar Cvetković - Duško Premović - Anica Dobra - Mima Karadžić - Gorica Popović - Dara Džokić - Zoran Cvijanović | - Bojan Žirović - Isidora Minić - Jelena Đokić - Katarina Žutić - Jelena Petrović - Dejan Dedić - Jovana Gavrilović - Uroš Jakoljević - Ivan Mihailović - Tamara Dragičević - Radmila Tomović - Gordan Kičić - Feđa Stojanović i mnogi drugi. |

Danas Atelje 212 ima stalni ansambl od 34 glumca, ali je otvoren i za one umjetnike koji nisu stalno vezani za ovo kazalište. Ispred glavnog ulaza u Atelje 212 je spomenik Zoranu Radmiloviću.

## Vanjske poveznice
- Prezentacija kazališta  Arhivirana inačica izvorne stranice od 24. prosinca 2008. (Wayback Machine)
- Jubilej Ateljea 212 2006. godine